# توماس موني
توماس موني (بالإنجليزية: Thomas Mooney)‏ (14 ديسمبر 1973 بنيوري في المملكة المتحدة - ) هو لاعب كرة قدم بريطاني في مركز الوسط. لعب مع هدرسفيلد تاون ونادي بيليمينا يونايتد.